# Сохатино
Соха́тино — село в Мазановском районе Амурской области России. Входит в состав Практичанского сельсовета.

## География
Село Сохатино стоит на правом берегу реки Зея, напротив сёл Новокиевский Увал и Новокиевка.
Дорога к селу Сохатино от районного центра Мазановского района села Новокиевский Увал идёт «в объезд» через Красноярово, с выездом на федеральную дорогу Чита — Хабаровск, далее через сёла Свободненского района Гащенка, Желтоярово, Новоникольск и административный центр Практичанского сельсовета село Практичи.
Расстояние от Сохатино до села Новокиевский Увал по автодороге составляет 96 км, напрямую (через Зею) — около 6 км.
Расстояние до административного центра Практичанского сельсовета села Практичи — 10 км (вниз по правому берегу Зеи).

## Население
| 2002 | 2010 | 2012 | 2013 | 2014 | 2015 | 2016 |
| ---- | ---- | ---- | ---- | ---- | ---- | ---- |
| 103  | ↘78  | ↘77  | ↘75  | ↘73  | ↗74  | ↗77  |
| 2017 | 2018 |      |      |      |      |      |
| ↘76  | ↘75  |      |      |      |      |      |

## Улицы
- ул. Зейская,
- ул. Кузнечная,
- ул. Набережная.